# Simira aristeguietae
Simira aristeguietae là một loài thực vật có hoa trong họ Thiến thảo. Loài này được (Steyerm.) Steyerm. miêu tả khoa học đầu tiên năm 1972.